# Der Student von Prag (1926)
Der Student von Prag ist ein deutscher Horror-, Fantasyfilm und Stummfilm aus dem Jahre 1926. Die Uraufführung fand am 25. Oktober 1926 in Berlin statt. Unter der Regie von Henrik Galeen übernahm Conrad Veidt die Titelrolle. Es handelt sich dabei um die zweite Verfilmung der gleichnamigen Schauergeschichte von Hans Heinz Ewers.

## Handlung
Prag im Jahre 1820. Der erfahrene Student Balduin gilt als ausgezeichneter Degenfechter. Eines schönen Herbsttages unternimmt die Studentenclique eine Fahrt ins Grüne, um dort in einem Wirtshaus einzukehren und reichlich Bier zu trinken. Ebenfalls dabei ist auch Lyduschka, ein hübsches Blumenmädchen, das sich offenbar in Balduin verguckt hat. Das Ziel der fröhlichen Runde ist eine Taverne in einem verschlafenen Dorf, nahe einem prunkvollen Schloss. Dort residiert der Reichsgraf von Schwarzenberg mit seiner schönen Tochter Margit. Diese ist mit dem Baron von Waldis verlobt.
Als bei einem Jagdausflug Gräfin Margits Pferd durchgeht, ist Balduin, der gerade das Wirtshaus verlässt, zur Stelle und verhindert das Schlimmste: sie stürzt vom Pferd und er fängt sie auf. Aus Dankbarkeit lädt das holde Burgfräulein den armen Studenten auf das hochherrschaftliche Schloss ein. Im Angesicht des dort vorhandenen Überflusses und Reichtums wird Balduin rasch die Armseligkeit seiner eigenen Existenz bewusst. Diese Erkenntnis machte sich ein weiterer Anwesender zunutze: ein gewisser Scapinelli. Der Mann gilt als Wucherer und ist eine ebenso aufdringliche wie undurchsichtige Existenz. Schon beim hochherrschaftlichen Massenausritt mit der Hundemeute war er am Rande des Geschehens stets anwesend und schien mit seinen ausladenden Bewegungen die Abläufe in seinem Sinne zu steuern. Jetzt macht der Mann mit dem großen Schnurrbart und dem überdimensionalen Zylinder auf dem Kopf Balduin ein Angebot, das diesem allzu verlockend erscheint: Scapinelli bietet ihm viel Geld, 600.000 Florin, an, wenn dieser ihm dafür sein Spiegelbild überlässt.
Balduin schlägt ein, und sein Ebenbild tritt aus dem Spiegel heraus. Balduin ist nun ein vermögender Mann, kauft sich ein prachtvolles Haus mit Dienerschaft und entwickelt eine innige Liebe zu Margit, die von ihr erwidert wird. Als er ihr auf einem abendlichen Fest, bei dem auch Lyduschka zugegen ist, einen Zettel mit der Bitte um ein intimes Stelldichein zustecken will, gerät dieser durch die Magie Scapinellis in falsche Hände: in die Lyduschkas. Mit Hilfe von Scapinellis Schatten, der sich zu riesenhafter Größe ausdehnt, fällt ihr dieser Zettel von der hoch gelegenen Balustrade, auf der sich die Liebenden herzen, direkt vor die Füße. Lyduschka ist eifersüchtig und versucht Balduins Romanze mit der Rivalin zu torpedieren, in dem sie den Zettel Baron Waldis, dem Immer-noch-Verlobten der jungen Gräfin, überreicht, als dieser am nächsten Morgen seinen täglichen Ausritt vornimmt. Der so Gedemütigte will daraufhin Genugtuung. Er reitet auf Balduin, der am Feldrand mit zwei Studentenfreunden verweilt, in vollem Galopp zu, konfrontiert ihn mit dem Schreiben und schlägt ihm im Zorn mit der Reitgerte ins Gesicht. Balduin entsendet daraufhin seine beiden Studentenfreunde zu Waldis, um diesen zu einem Duell mit schweren Säbeln herauszufordern. Ihr Vater, der weiß, wie gut Balduin fechten kann, nimmt Balduin das Versprechen ab, Waldis beim Duell zu schonen.
Doch er erscheint zu spät am verabredeten Duellierplatz, weil auf dem Weg dorthin sein Wagen einen Radbruch hatte. Balduin rennt durch den Wald und begegnet seinem Spiegelbild, das für ihn in das Duell gezogen ist und Waldis erstochen hat. Balduins Spiegelbild wird nun sein zweiter Schatten und verfolgt ihn überall hin, wo er geht und steht. Balduins Wesen verändert sich durch diese psychische Dauerbelastung merklich zum Schlechteren, und bald wenden sich seine Freunde wie auch Margit, die ihn nicht mehr sehen will, von ihm ab. Schließlich wird er wegen dieses tödlichen verlaufenen Duells sogar von der Universität relegiert. Jetzt bleibt ihm nur noch Lyduschka, die sich ihm an den Hals wirft, von ihm aber angewidert zurückgestoßen wird. Als Margit im Beisein Balduins feststellen muss, dass er kein Spiegelbild mehr besitzt, fällt sie vor Schreck in Ohnmacht. Balduin sieht schließlich nur noch einen Ausweg, diesem Spuk ein Ende zu bereiten: Er muss sein Spiegelbild töten. Balduins Versuch, es in stürmischer Nacht auf einer Allee mit einem schweren Stück Holz zu erschlagen, schlägt fehl. Er rennt fort, doch sein Spiegelbild ist wie ein Schatten und klebt stets an ihm. Schließlich kommt es vor dem alten Spiegel zum Showdown. Balduins Ebenbild stellt sich in den Spiegel hinein und reißt sein Wams über dem Herzen auf. Dann schießt Balduin in den Spiegel, der daraufhin in Scherben zerfällt. Sein Ebenbild ist fort, aber nachdem er sich zum letzten Mal in einer Spiegelscherbe betrachtet hat sinkt auch Balduin tödlich getroffen zu Boden. Der Film endet wie er begann -- mit einem Blick auf seinen Grabstein: „Hier liegt Balduin. Er kämpfte mit dem Teufel und verlor“.

## Produktionsnotizen
Dieses Remake folgte weitgehend dem Ewers-Drehbuchentwurf zu dem Original von 1913. Die Dreharbeiten fanden zwischen Juli und September 1926 in den D.L.S.-Ateliers von Berlin-Staaken statt, die Uraufführung von Der Student von Prag war am 25. Oktober 1926 im Berliner Capitol. In Österreich wurde der Film erstmals am 14. Januar 1927 aufgeführt. Dort erhielt er auch eine Tonfassung, die am 25. Juli 1930 in Wien erstmals gezeigt wurde, jedoch nie in Deutschland lief.
Für die bis dahin kaum bekannte und nur mit Statistenrollen bedachte, rumänische Nachwuchsschauspielerin Elizza La Porta, die hier eine der beiden weiblichen Hauptrollen spielte, bedeutete Der Student von Prag der Durchbruch. Der junge Nachwuchsproduzent Henry R. Sokal konnte mit diesem Film seinen ersten Erfolg landen.
Sokal übernahm auch die Produktionsleitung, die Filmbauten stammen von Hermann Warm. Erich Kober, der eine kleine Rolle als Student hatte, diente Galeen auch als dessen Regieassistent, sein Kollege Max Maximilian, ebenfalls kurz als Student zu sehen, übernahm darüber hinaus auch die Aufnahmeleitung.

## Kritiken
Willy Haas resümierte im Film-Kurier: „Sind wir wirklich schon in der Ära der Neudrucke und Neuausgaben alter Filme? Haben die Autoren so versagt, daß man offen auf dieselben Motive zurückgreifen muß? Oder spekuliert man schon auf Film-Ästheten, die versnobt auf das filmhistorische ‚écho du temps passé!‘ fliegen – : so, wie man altes Meißner sammelt oder Rokokomöbel? Dann wäre dieser Film ein trauriges Symptom. Er ist es nicht. Als der erste ‚Student von Prag‘ erschien […] erregte er zwar sensationelles Aufsehen; und doch war die Zeit noch nicht da, die wahrhaft geniale Eingebung, die hinter diesem Sujet steht, ganz zu überblicken. […] Heute wissen wir, was uns eigentlich so tief erschüttert hat: im Film kann die Identität des Menschen gespaltet werden. […] Die Doppelgängertricks sind meist vortrefflich; auch hier aber, an ganz besonders schwierigen Stellen, die leider zugleich auch die entscheidenden sind (Herausgehen aus dem Spiegel, Hineingehen in den Spiegel) nicht letzte technische Sicherheit. […] Der Gesamteindruck ist prachtvoll. Dieser Film, wenn irgendein deutscher aus dieser Saison, verdient den großen Publikumserfolg.“
Hans Wollenberg urteilte in der Lichtbild-Bühne: „Henrik Galeen hat ein Kunstwerk geschaffen, das für seine Regielaufbahn entscheidend sein dürfte. Conrad Veidt gab seit langem seine beste Leistung. […] Die Handlung, wie sie sich im Film repräsentiert, verlangt noch einige, nicht unerhebliche Schnitte. Auf einige Lieder-Titel kann man gern verzichten: das Flötenkonzert, die Orgie in der Spelunke und vieles andere schreit nach der Schere. Bei einer geschickten Durchkürzung wird der Film an Wirksamkeit nur gewinnen. Dies im voraus. Der Stoff als solcher ist in sich stark und wirksam. Hanns Heinz Ewers Drehbuch hätte ihn noch mehr pointieren, noch mehr steigern können. Aber er hat vor allem die in diesem Stoff liegende wesentlichste Schwierigkeit zu meistern verstanden: das Hineinspielen des Phantastisch-Voraussetzungslosen in eine reale Handlung. Dieses Hauptproblem des ‚Studenten von Prag‘ auch im Spiel der Bildgestaltung und Spielleitung gelöst zu haben, ist eine beachtliche Leistung Galeens. Er schafft den sagenhaft-gespenstischen Einschlag nicht nur durch prachtvoll gelungene Bildstimmungen, nicht nur durch Anwendung filmtechnischer Mittel, sondern in erster Linie durch das Darstellerische.“
In den USA wurde der Film, der dort unter dem Titel „The Man Who Cheated Life“ erst am 10. Februar 1929, also nach Anbruch des Tonfilmzeitalters, anlief, zu diesem Zeitpunkt als recht antiquiert empfunden. Mordaunt Hall schrieb in der New-York-Times-Ausgabe vom 11. Februar 1929: „It is a relatively antiquated German production with a modicum of interest due to the plot of the story and, to a certain extent, to Conrad Veidt's careful and intelligent interpretation of the leading role. His acting, however, suffers through the technical weakness of pictures of the time. His movements are often too studied or too accelerated. The tale itself is reminiscent of ‚The Man Who Lost His Shadow‘, but it is not so good. In fact one might imagine that the story had been inspired by the former, that is from the way in which it reaches the screen.“
Lotte H. Eisner ortete in ihrem Buch „Die dämonische Leinwand“ bei „Der Student von Prag“ eine dem Naturalismus und Romantizismus angelehnte Grundstimmung, die sich allerdings plötzlich zum Grauen wandeln könne, und konstatierte bei diesem Remake überdies „noch viele Elemente des Expressionismus“.
Das Lexikon des internationalen Films schrieb: „Technisch aufwendiger als sein Vorgänger und in der Figurenzeichnung deutlicher psychologisch motiviert. Mit rasanten Fechtszenen und einer virtuos inszenierten Verfolgungsjagd.“